# David Affengruber (Fußballspieler, 1992)
David Affengruber (* 4. März 1992) ist ein österreichischer Fußballtorwart und Torwarttrainer.

## Karriere
Affengruber begann seine Karriere beim TSV Nöchling. 2006 kam er in die AKA St. Pölten, in der er im Juni 2010 zuletzt eingesetzt wurde. Zur Saison 2010/11 wechselte er zum viertklassigen SV Gaflenz. Im August 2010 debütierte er für Gaflenz in der Landesliga, als er am ersten Spieltag jener Saison gegen den SV Stockerau in der Startelf stand.
Nach 59 Landesligaspielen für Gaflenz schloss Affengruber sich zur Saison 2012/13 dem Regionalligisten SKU Amstetten an. Im August 2012 gab er sein Debüt in der Regionalliga, als er am zweiten Spieltag jener Saison gegen den SC Retz in der 66. Minute für Leopold Reikersdorfer eingewechselt wurde, nachdem Torhüter Christoph Haas mit einer Roten Karte vom Platz gestellt worden war.
Nach sechs Saisonen in der Regionalliga stieg er mit Amstetten 2018 in die 2. Liga auf. In der Aufstiegssaison 2017/18 kam er zu 22 Einsätzen in der Regionalliga. Im Oktober 2018 absolvierte er sein erstes Spiel in der zweithöchsten Spielklasse, als er am zwölften Spieltag der Saison 2018/19 gegen die WSG Wattens in der Startelf stand. Nach zehn Jahren beim SKU beendete er nach der Saison 2021/22 seine Karriere als Profi und wechselte zum Landesligisten SC Zwettl. Daneben fungierte Affengruber, der seit Juni 2021 im Besitz der ÖFB-Torwarttrainer-C-Lizenz ist, ab Sommer 2023 als Torwarttrainer des SV Horn, bei dem er zeitweise auch als Individualtrainer in Erscheinung trat und zweimal in der Amateurmannschaft spielte. Im Jänner 2025 wurde er als Ersatz für einen verletzungsbedingten Ausfall zum SV Blindenmarkt in die sechstklassige Gebietsliga West geholt.